# Бубла, Иржи
Иржи Бубла (чеш. Jiří Bubla, 27 января 1950, Усти-над-Лабем, Чехословакия) — чехословацкий хоккеист, защитник. Трёхкратный чемпион мира, серебряный призёр зимних Олимпийских игр в Инсбруке 1976 года.

## Биография
Иржи Бубла начал свою хоккейную карьеру в клубе «Литвинов», дебютировав чемпионате Чехословакии в конце сезона 1967/68. C 1969 по 1971 год он играл за армейскую команду «Дукла Йиглава», с которой два раза выигрывал золотые медали чехословацкой лиги. В 1971 году Бубла вернулся в «Литвинов». Через 8 лет он перешёл в пражскую «Спарту», отыграл за неё два сезона. На протяжении всей карьеры в чехословацкой лиге был основным защитником сборной Чехословакии. В составе сборной три раза выигрывал чемпионат мира, был серебряным призёром Олимпийских игр. Помимо трёх золотых медалей завоевал на чемпионатах мира еще 6 наград (5 серебряных и 1 бронзовую). Был финалистом Кубка Канады 1976 года.
В 1981 году отправился за океан, в клуб НХЛ «Ванкувер Кэнакс». Играл в «Ванкувере» 5 лет, в первом сезоне провёл всего 23 матча из-за травмы, в остальных четырёх сезонах был стабильным игроком команды. Завершил карьеру в 1986 году. После окончания карьеры стал скаутом «Ванкувера».
В 1987 году во время чемпионата мира в Вене был арестован по обвинению в перевозке наркотиков. После четырёх лет в австрийской тюрьме, был освобождён и реабилитирован. В настоящее время живёт в Ванкувере.

## Достижения

### Командные
- Чемпион мира и Европы 1972, 1976, 1977
- Серебряный призёр чемпионата мира 1971
- Серебряный призер чемпионата мира и Европы 1974, 1975, 1978, 1979
- Бронзовый призёр чемпионата мира и Европы 1973
- Серебряный призёр Олимпийских игр 1976
- Чемпион Европы 1971
- Финалист Кубка Канады 1976
- Финалист Кубка Стэнли 1982
- Чемпион Чехословакии 1970 и 1971
- Серебряный призёр чемпионата Чехословакии 1978
- Бронзовый призёр чемпионата Европы среди юниоров 1969

### Личные
- Лучший защитник чемпионата мира 1979
- Вошёл в символическую сборную чемпионатов мира 1978 и 1979
- Член Зала славы чешского хоккея (с 06.05.2010 г.)

## Статистика
- Чемпионат Чехословакии — 472 игры, 94 шайбы
- Сборная Чехословакии — 230 игр, 37 шайб
- НХЛ — 262 игры, 118 очков (17 шайб + 101 передача)
- Всего за карьеру — 964 игры, 148 шайб

## Семья
Женат, двое сыновей, Штепан и Ян. Его внебрачным сыном является знаменитый чешский хоккеист Иржи Шлегр — олимпийский чемпион 1998, чемпион мира 2005 и обладатель кубка Стэнли 2002.